# Marshalljohnstonia gypsophila
Marshalljohnstonia gypsophila là một loài thực vật có hoa trong họ Cúc. Loài này được Henrickson mô tả khoa học đầu tiên.